# هوگو یونکرس
هوگو یونکرس (انگلیسی: Hugo Junkers؛ ۳ فوریهٔ ۱۸۵۹ – ۳ فوریهٔ ۱۹۳۵) مهندس و طراح هواپیما و اهل آلمان بود. وی از پیشگامان طراحی و ساخت هواپیماهای تمام فلزی بود. شرکت وی، یونکرس، یکی از اصلی‌ترین پایه‌های صنعت هواپیماسازی آلمان در سال‌های بین جنگ جهانی اول و جنگ جهانی دوم بود.
علاوه بر هواپیما، یونکرز همچنین موتورهای دیزلی و بنزینی ساخت و دارای پتنت های مختلف ترمودینامیکی و متالورژی بود. او همچنین یکی از حامیان اصلی جنبش باهاوس بود و در سال ۱۹۲۵ انتقال باهاوس را از وایمار به دسائو (جایی که کارخانه او در آن قرار داشت) تسهیل کرد. از جمله برجستگی‌های حرفه‌ای او می‌توان به یونکرس یوت 1در سال ۱۹۱۵، اولین هواپیمای تمام فلزی عملی جهان، با طراحی بال کنسول بدون مهاربندی خارجی، اشاره کرد.

## زندگینامه
یونکرز در راید در استان راین پروس، پسر یک صنعتگر ثروتمند به دنیا آمد. پس از شرکت در امتحانات آبیتر (مدرکی است که در پایان دوره متوسطه در آلمان اعطا می شود) در سال ۱۸۷۸، او در دانشگاه پلی تکنیک سلطنتی در شارلوتنبورگ و دانشگاه فنی سلطنتی در آخن حضور یافت و در سال ۱۸۸۳ تحصیلات مهندسی خود را در آنجا به پایان رساند.
در ابتدا، او به راید بازگشت تا در شرکت پدرش کار کند، اما بعدتر در سخنرانی‌های دیگری درباره الکترومغناطیس و ترمودینامیک که توسط آدولف اسلابی در شارلوتنبورک برگزار شد شرکت کرد. اسلابی او را در شرکت گاز قاره ای در دسائو قرار داد، جایی که او روی توسعه اولین موتور پیستون مخالف کار کرد. برای اندازه‌گیری ارزش گرمایشی، یونکرز یک کالری‌سنج ثبت اختراع کرد و یک شرکت تولیدی را در سال ۱۸۹۲ تأسیس کرد. یونکرز شخصاً کالری‌سنج را در نمایشگاه جهانی کلمبیا در شیکاگو در سال ۱۸۹۳ معرفی کرد، جایی که به آن مدال طلا اعطا شد. سال بعد، او یک دیگ بخار گازسوز را به ثبت رساند ،که آن بعنوان دیگ گرمایش آب پالایش شد. در سال ۱۸۹۵، او شرکت (Junkers & Co) را برای استفاده از اختراعات خود تأسیس کرد.
هنگامی که نازی ها در سال ۱۹۳۳ به قدرت رسیدند، از یونکرس و شرکت های تجاری او برای تسلیح مجدد آلمان درخواست کمک کردند. هنگامی که یونکرس پیشنهاد را رد کرد، نازی‌ها در پاسخ خواستار مالکیت تمام پتنت‌ها و سهام بازار از شرکت‌های باقی‌مانده‌اش شدند و او را تهدید به حبس به دلیل خیانت بزرگ کردند. در سال ۱۹۳۴ یونکرز در حبس خانگی قرار گرفت و در سال ۱۹۳۵ در جریان مذاکراتی که برای واگذاری سهام و منافع باقیمانده در یونکرس انجام شد در خانه درگذشت. تحت کنترل نازی ها، شرکت او تعدادی از موفق ترین هواپیماهای جنگی آلمانی در جنگ جهانی دوم را تولید کرد.